# El Plateado
El Plateado es un centro poblado del municipio colombiano de Argelia, departamento del Cauca. Se encuentra en la cordillera Occidental en medio del cañón del Micay. Dista 207 kilómetros de Popayán. Este centro poblado conecta al resto del departamento del Cauca con el Pacífico.

## Historia
Este centro poblado fue formándose en la época de la bonanza cocalera. En la cual llegaron personas de todos los rincones del Cauca, Nariño, Valle del Cauca, Antioquia y el Eje cafetero que en busca de una oportunidad como raspachines de la hoja de coca.